# Vườn quốc gia Lenya
Vườn quốc gia Lenya là một vườn quốc gia của Myanmar, nằm trong dãy núi Tenasserim Hills, trong khu vực biên giới tiếp giáp với Vườn quốc gia Namtok Huai Yang của Thái Lan về phía đông. Vườn quốc gia bao gồm 176.638 ha rừng nhiệt đới vùng đất thấp.
Mục đích chính của vườn quốc gia là duy trì nguồn tài nguyên thiên nhiên tại đây. Được quản lý bởi Cục Lâm nghiệp Myanmar và mức độ bảo vệ một phần, tại đây cho phép hoạt động trồng rừng và khai thác một phần gỗ. Độ cao tại đây dao động từ 10-855 mét so với mực nước biển. Vườn quốc gia cũng là một trong những nơi sinh sống của loài Đuôi cụt Gurney, loài đặc hữu và bị đe dọa tuyệt chủng chỉ được tìm thấy tại Thái Lan và Myanmar.